# Gastropub
En gastropub är en restaurang som kombinerar pubkultur med ett större och finare utbud av maträtter och drycker. Traditionellt har engelska pubar serverat endast ett mindre antal enklare maträtter som smörgåsar, pajer och tinad frysmat. Det som utmärker gastropubar är en bred meny där klassiska pubrätter kombineras med modern matlagning, ibland med regional anknytning. Av tradition beställs maten i baren.
Ordet gastropub är en sammanslagning av gastronomi och pub. Det började användas i England på 1990-talet och har sedan spridit sig till Nordamerika och Europa.